# Sušenje (živila)
Sušenje je eden izmed najstarejših načinov konzerviranja. Sušimo po navadi sadje, zelenjavo, zdravilne rastline in dišavnice. Živila lahko posušimo v sušilcu ali pa kar na zraku. Sušeno živilo nima vode, zato se mikroorganizmi ne morejo širiti. Suha živila so najprimernejša za shranjevanje, niso pa enakovredna svežim.